# Dolos

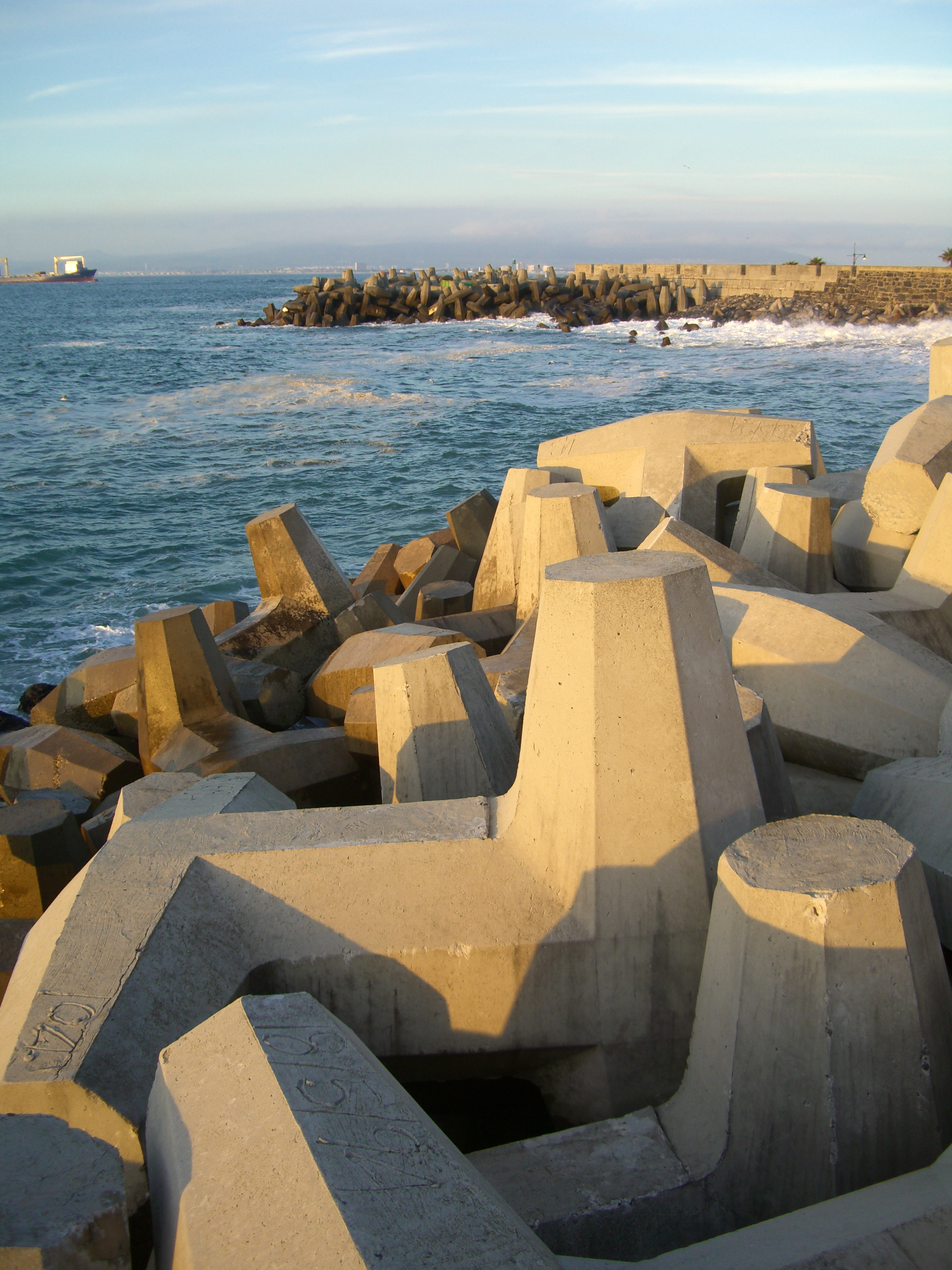
Dolos formando uma estrutura protetora contra uma linha costeira na Cidade do Cabo, África do Sul

Um dolos é um bloco de concreto que é usado em grande quantidade como uma forma de gestão costeira. É um tipo de tetrápode. Pesando até 8 toneladas, os dolos são usados para construir revestimentos de proteção contra a força erosiva das ondas de um corpo d'água. O dolos foi inventado em 1963 e foi implantado pela primeira vez em 1964 no quebra-mar de East London, uma cidade portuária sul-africana.